# São José Rugby Clube
Il São José Rugby Clube è una società di rugby a 15 di São José dos Campos fra i più importanti del Brasile.
Partecipa al Super 10

## Storia
L'esordio del rugby a São José dos Campos è dovuto grazie a dei professori universitari inglesi e francesi dello ITA (Instituto Tecnológico Aeroespacial) che istituirono la pratica dello sport durante gli intervalli delle lezioni. 
Nel 1984 l'argentino Guillermo Collins ed il francese Dominique Contant, portarono l'insegnamento del Rugby agli studenti universitari. I loro figli radunaronono i propri amici e i ragazzi della città e fondarono la Societa di rugby.
Ma è con l'arrivo dell'argentino Daniel Sauchelli, che organizzò il club con un progetto di lavoro di rafforzamento delle categorie di base. E con molto impegno e l'idealismo di ex giocatore e direttore Rafael Simon, che il São José raggiunse il suo primo titolo nazionale. Con la partenza di Rafael Simon nel 2003, il francese Ange Guimera si prende cura del club e con duro lavoro e dedizione incondizionata, contribuisce a far diventare il Rugby San Jose tra le più affermate squadre di Rugby brasiliane del momento.

## Palmarès
- Brasileirão: 10

2002, 2003, 2004, 2007, 2008, 2010, 2011, 2012, 2015, 2019.
- Campionato paulista di rugby: 10

2004, 2005, 2006, 2007, 2008, 2009, 2010, 2011, 2013 e 2014